# O Grande Bazar
O Grande Bazar é um filme Moçambicano de 2006 dirigido por Licínio Azevedo.

## Sinopse
Dois meninos com experiências e objectivos diferentes encontram-se num velho mercado africano. Um deles procura trabalho para readquirir o que lhe foi roubado e poder voltar a casa; o outro não olha a meios e chega mesmo a roubar para não ter que viver com a família. Apesar destas diferenças, eles tornam-se amigos e juntos reinventam o mundo.

## Elenco
- Edmundo Mondlane
- Chano Orlando
- Chico António
- Paito Tcheco
- Manuel Adamo

## Festivais
- AfryKamera Festival, Polónia
- Children Film Festival, Inglaterra
- Cinema Africa, Suécia
- Fribourg Film Festival, Suíça
- Journées Cinématographiques de Carthage, Tunísia
- Montréal Film Festival, Canadá
- Rassegna di Cinema Africano, Itália
- Tampere Film Festival, Finlândia
- Vancouver International Film Festival, Canadá

## Prémios
- Melhor Curta Metragem, Prémio do Público do Festival Cinémas d'Afrique à Angers, França (2007)
- FIPA de Prata no FIPA - Festival International of Audiovisual Programs, França (2006)
- Melhor Curta Metragem no 27º Durban International Film Festival, África do Sul (2006)
- Melhor Filme Ficção Longa-metragem do 2º CINEPORT, Brasil (2006)
- Melhor Vídeo, XVI Balafon Film Festival, Itália (2006)
- Melhor Ficção, 33.ª Jornada Internacional de Cinema da Bahia, Brasil (2006)